# إيرتون بادوفيني
إيرتون بادوفيني (بالإيطالية: Ayrton Badovini) مواليد 31 مايو 1986 في بييلا، هو متسابق دراجات نارية إيطالي. نافس في بطولة العالم للسوبربايك.

## وصلات خارجية
- إيرتون بادوفيني على موقع WorldSBK.com (الإنجليزية)
- إيرتون بادوفيني على موقع CONI honoured athlete website (الإيطالية)

- الموقع الإلكتروني